# Osman Jama Ali
Osman Jama Ali (in somalo: Cusmaan Jaamac Cali (Kalluun); in arabo يوسف علي‎?; 1941) è un politico somalo.
È stato Primo Ministro della Somalia dal 28 ottobre al 12 novembre 2001.